# Michael Reda
Pour les articles homonymes, voir Reda (homonymie).
Michael Reda (arabe : مايكل رضا), né le 30 décembre 1972 à Sydney en Australie, est un joueur de football international libanais, qui évoluait au poste de milieu de terrain.

## Biographie

### Carrière en club
Michael Reda joue 203 matchs au sein des championnats australiens, inscrivant 13 buts.

### Carrière en sélection
Michael Reda joue en équipe du Liban entre 1999 et 2000.
Il participe avec l'équipe du Liban à la Coupe d'Asie des nations 2000 organisée dans son pays natal.

## Palmarès
Adelaide City
- Championnat d'Australie (1) :
  - Champion : 1993-94.